# Man skal ikke skue Hunden paa Haarene
|  | Denne artikel er oprettet af botten PalnaBot ud fra en ekstern database. Den kan derfor have sproglige fejl eller mangler. Denne skabelon kan fjernes efter kontrol af indholdet. |

Man skal ikke skue Hunden paa Haarene er en kortfilm instrueret af Sofus Wolder efter manuskript af Harriet Bloch.